# Holopus
Holopus is een geslacht van zeelelies uit de familie Holopodidae.

## Soorten
- Holopus alidis Bourseau, Améziane-Cominardi, Avocat & Roux, 1991
- Holopus mikihe Donovan & Pawson, 2008
- Holopus rangii d'Orbigny, 1837